# アダングメ族
アダングメ族（アダングメぞく、Adangme）は、トーゴに住む、西アフリカ黒人部族。

## 居住地
トーゴの沿岸部にある森林地帯に住む。村は全て5つの小国家のいずれかに属している。各小国家には祭司的な機能を持つ首長がいて、その下にキャプテンと呼ばれる副支配人たちがいる。

## 生活
経済は農業中心。キャッサバ・ヤムイモ・トウモロコシ・プランテンバナナなどを主食としている。